# 逢初川
逢初川（あいぞめがわ）は、静岡県熱海市伊豆山付近から、相模湾に流れる二級河川である。延長1,300 m。

## 歴史
伊豆山神社参道の逢初橋で、北条政子と源頼朝が逢ったとされる。橋の名前もこれに由来する。
2021年（令和3年）7月3日、梅雨前線に伴う豪雨の影響で、伊豆山地区で大規模な土石流が発生した。

## 主な橋
- 逢初橋（北緯35度6分50.8秒 東経139度4分49.9秒 / 北緯35.114111度 東経139.080528度）
- 逢初橋（国道135号）（北緯35度6分40.2秒 東経139度5分3.85秒 / 北緯35.111167度 東経139.0844028度）